# Piper dumiformans
Piper dumiformans är en pepparväxtart som beskrevs av C. Dc.. Piper dumiformans ingår i släktet Piper och familjen pepparväxter. Inga underarter finns listade i Catalogue of Life.